# Chiesa della Madonna dei Ghiacciai
La chiesa della Madonna dei Ghiacciai, conosciuta anche come oratorio della Beata Vergine Annunziata, è un edificio religioso situato a Pecetto, una frazione del comune di Macugnaga, appartenente alla Diocesi di Novara.

## Storia
Questa costruzione viene edificata nel 1635 in seguito alla donazione del terreno da parte della famiglia Guerrini di Pecetto, poiché aveva fatto un voto a causa della peste del 1630 per far costruire una chiesa dove poter celebrare messa. Di questa donazione si ha registrazione di un documento in data 26 marzo 1633 con risposta positiva del Vicario Generale Nicolao Bono. Inizialmente viene dedicata alla Beata Vergine Annunziata.
Dopo la costruzione della Chiesa si ha una prima visita del vescovo Antonio Tornielli il 18 maggio 1642, il quale fa notare la presenza della corda della campana in mezzo alla porta di entrata e chiede di poterla spostare, operazione che non viene subito eseguita in quanto anche nel 1659 il vescovo Giulio Maria Odescalchi trova la corda nella stessa posizione della visita vescovile precedente. 
Nel 1640 l'edificio viene occupato dalla popolazione di Pecetto in seguito all'inondazione del fiume Anza. 
L'edificio religioso nel XVIII secolo viene migliorato nella sua costruzione. Tra il 1715 e il 1717 viene realizzato un nuovo campanile dotato di campane e orologio, mentre negli anni successivi viene ingrandita la chiesa e si completano i lavori nel 1727.

## Descrizione

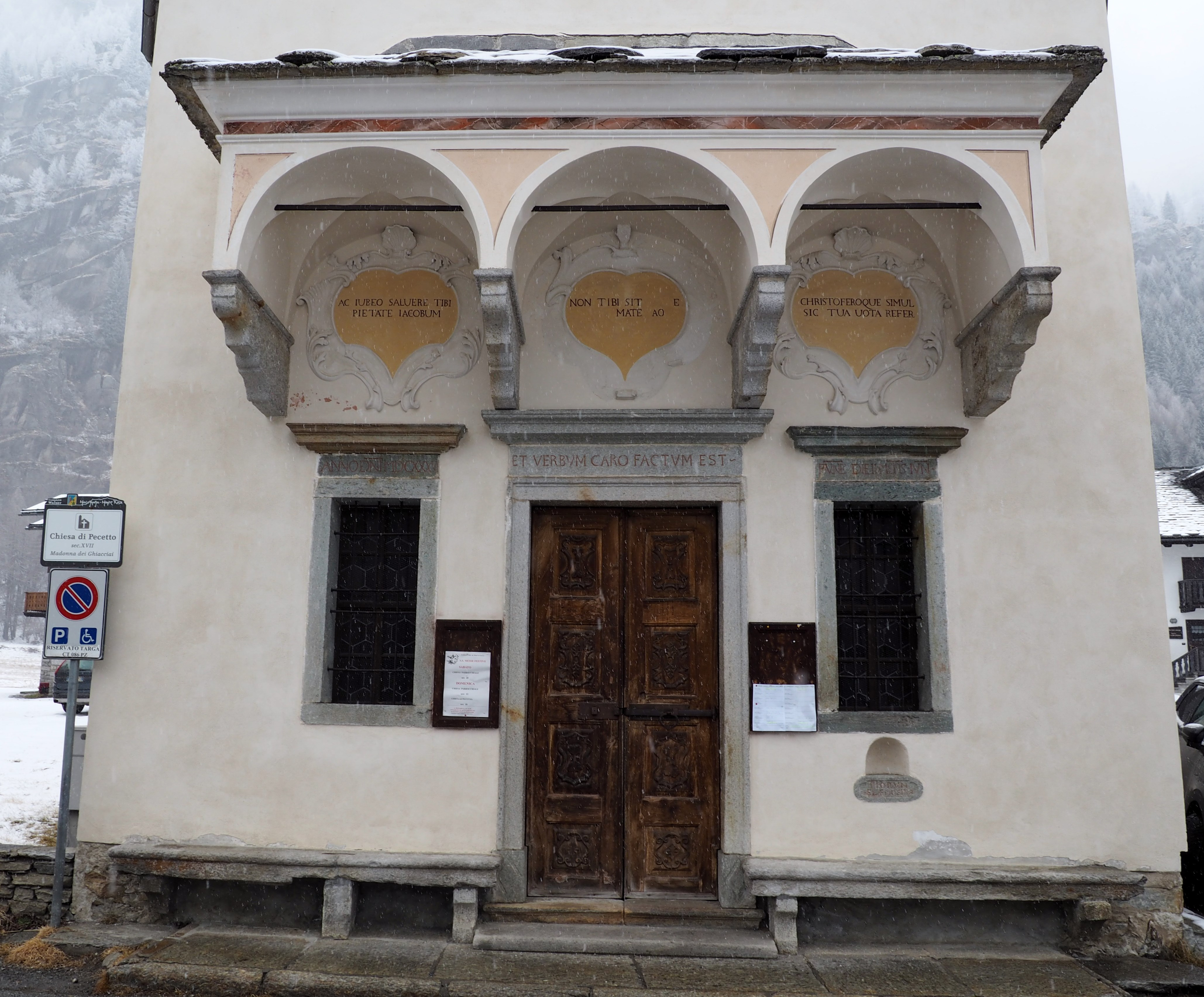
Portico della chiesa della Madonna dei Ghiacciai

La chiesa si compone di un'unica navata a pianta ottagonale con cappelle laterali, una piccola abside e un piccolo campanile ed è quasi interamente intonacata. Dal corpo della navata si entra nel presbiterio che è di forma quadrata, dietro di esso c'è la sacrestia. Ai vertici della parte centrale dell'edificio si trovano dei pilastri sormontati da capitelli decorati con foglie di acanto e uniti tra loro da un cornicione. Sopra di esso ci sono delle finestrelle da cui entra la luce. Il presbiterio ha una finestra laterale ed è coperto da una volta a crociera. La navata, invece, è sormontata da una cupoletta al cui centro c'è un affresco raffigurante il Padre Eterno con lo Spirito Santo che impartisce l'ordine all'Arcangelo Gabriele di portare l'annuncio a Maria.
In fondo al presbiterio c'è l'altare maggiore con un'ancona costituita da una cornice in legno dorato del Seicento e un quadro raffigurante l'Annunciazione. Nella cappella esterna al presbiterio verso sud vi è un secondo altare dedicato a San Giovanni Nepomuceno. Nel vano opposto vi è un terzo altare allestito nel 1710 per accogliere nella nicchia una statua della Madonna delle Grazie, che nel 1930 è stata sostituita da quella della Madonna dei Ghiacciai scolpita da Giovanni Battista Purger, scultore di Ortisei. Questa nicchia ha raffigurati ai suoi lati San Pietro e il Beato Alessandro Sauli.
Lungo le mura interne della chiesa si possono osservare le formelle di terracotta raffiguranti la Via Crucis. In uno dei vani si trova il confessionale ligneo che è riccamente intagliato.
La facciata esterna ha un elaborato protiro barocco che ripara il portale d'ingresso e sulle due finestre devozionali compare la data della costruzione Anno domini MDCXXXV. 

## Cappella di San Rocco e San Giovanni Battista

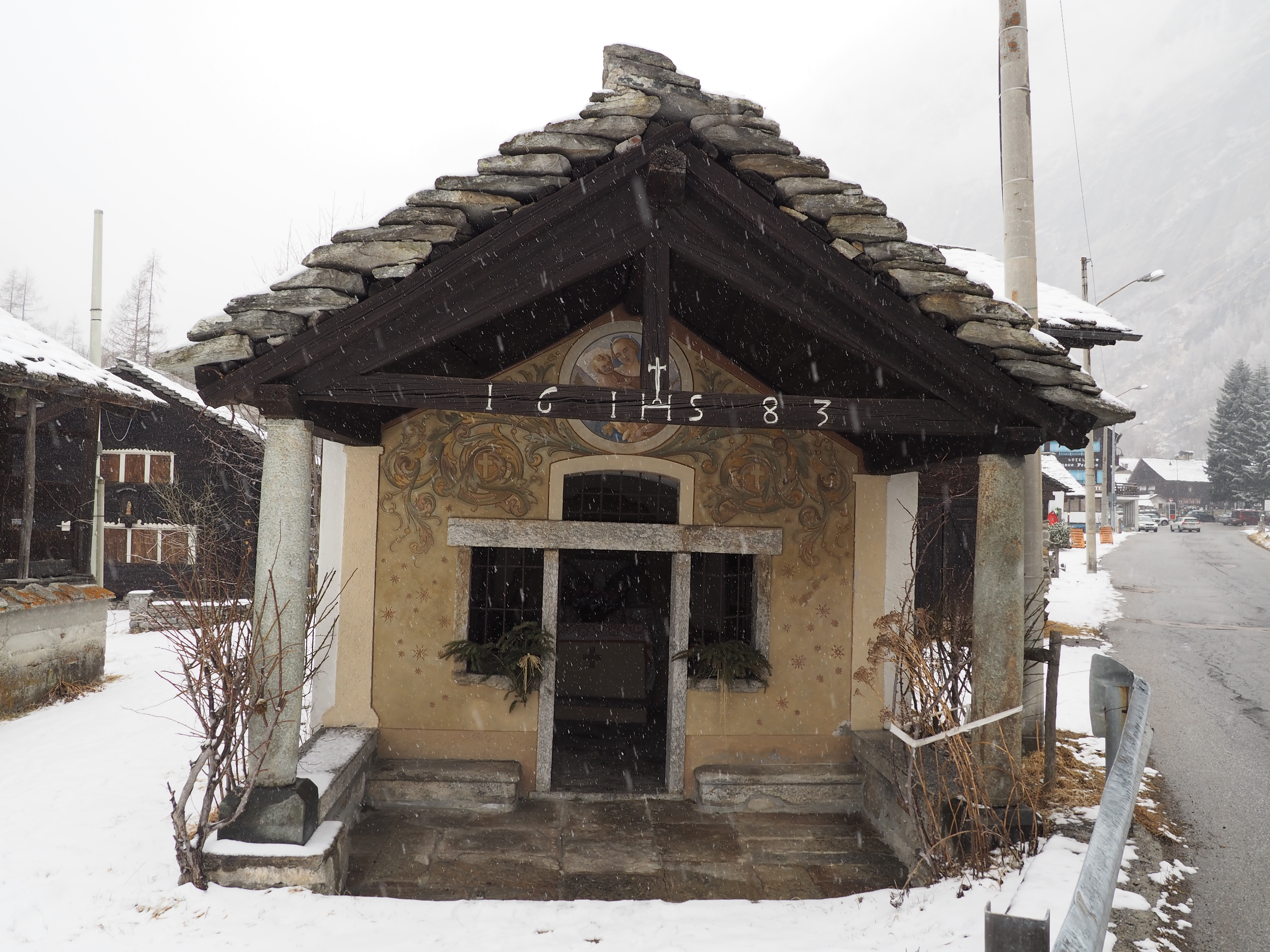
Cappella di San Rocco e San Giovanni Battista

A poca distanza dalla chiesa della Madonna dei Ghiacciai è situata una cappella dedicata a san Rocco e San Giovanni Battista. È stata costruita nel 1582 ed è composta da un corpo rettangolare che si conclude con un'abside semicircolare. Il portico dell'edificio è sostenuto da due colonne portanti la trave lignea del timpano, la quale reca la data 16 JHS 85. All'interno della cappella si possono osservare i dipinti della Madonna del Murillo sopra la porta e del San Giovannino, opera del pittore Gaschet e i graffiti raffiguranti la Testa di San Giovanni Battista e la Madonna del Pecetto, opera dell'artista Mario Moretti Foggia.